# Олимп (женский волейбольный клуб, Прага)
ПВК «Олимп» (чеш. PVK «Olymp») — чешский женский волейбольный клуб из Праги. Полное название — Полицейский волейбольный клуб «Олимп» (чеш. Policejní volejbalový klub (PVK) «Olymp»). До 1990 — «Руда Гвезда». 

## Достижения
- 12-кратный чемпион Чехословакии — 1974, 1975, 1977, 1979—1981, 1984—1988, 1992;
  - 5-кратный серебряный призёр чемпионатов Чехословакии — 1973, 1976, 1982, 1983, 1989;
  - 4-кратный бронзовый призёр чемпионатов Чехословакии — 1970, 1972, 1978, 1991.
- 4-кратный чемпион Чехии — 1997, 1999, 2005, 2008;
  - 14-кратный серебряный призёр чемпионатов Чехии — 1993, 1995, 1996, 1998, 2002—2004, 2007, 2012—2016, 2021;
  - 5-кратный бронзовый призёр чемпионатов Чехии — 1994, 2000, 2001, 2006, 2010.
- 7-кратный победитель розыгрышей Кубка Чехословакии — 1974, 1976—1980, 1982.
- 8-кратный победитель розыгрышей Кубка Чехии — 1996—2000, 2004, 2005, 2007;
  - 7-кратный серебряный призёр Кубка Чехии — 2001, 2006, 2008, 2013—2015, 2020.

- двукратный победитель розыгрышей Кубка европейских чемпионов — 1976, 1980.
- победитель розыгрыша Кубка обладателей кубков ЕКВ 1979;
  - серебряный (1974, 1983) и бронзовый (1984) призёр Кубка обладателей кубков ЕКВ.

## История
В 1962 году при ДСО «Руда Гвезда» была образована женская волейбольная команда. В 1968 в её состав влились 9 волейболисток столичного клуба «Славой» во главе с тренером Методием Махой. Спустя год «Руда Гвезда» дебютировала в высшем дивизионе чемпионата Чехословакии и стала бронзовым призёром турнира. В 1970 новым главным тренером назначен Йозеф Новотный, под руководством которого команда добилась высших успехов не только на национальном, но и на европейском уровне. В 1974 «Руда Гвезда» вошла в созданную структуру Управления физического воспитания и спорта Министерства внутренних дел Чехословакии и в том же году впервые выиграла «золото» национального чемпионата, повторив свой успех и в следующем сезоне. С этого времени и вплоть до 1989 года звание чемпиона Чехословакии разыгрывалось в противоборстве двух команд — «Руды Гвезды» и братиславской «Славии», которые в это период неизменно занимали две верхние строчки турнирной таблицы. Лишь с 1990 в спорт этих команд всерьёз вмешался КПС (Брно).
1974 год принёс «Руде Гвезде» первые медали в европейских клубных соревнованиях. Команда вышла в финальный этап Кубка обладателей кубков и стала серебряным призёром турнира, уступив первенство лишь советскому ЦСКА.
Победа в чемпионате Чехословакии 1974 позволила «Руде Гвезде» в том же году впервые стартовать в Кубке европейских чемпионов, где пражские волейболистки дошли до четвертьфинала. Спустя год «Руда Гвезда» выиграла Кубок чемпионов, опередив в финальной стадии команды Болгарии, Нидерландов и Югославии. В том сезоне розыгрыш пропускал чемпион Советского Союза в связи с подготовкой сборной СССР к Олимпиаде-76. Подобная ситуация с отсутствием советского чемпиона повторилась и спустя 4 года, что помогло «Руде Гвезде» вторично стать обладателем главного клубного трофея европейского волейбола. Победа 1980 года была достигнута под руководством тренера Рихарда Бёниша. А годом ранее — в 1979 — «Руда Гвезда» выиграла свой первый еврокубковый трофей — Кубок обладателей кубков ЕКВ.
В 1990 году команда была переименована в «Олимп» и уже под этим названием в 1992 стала победителем последнего чемпионата Чехословакии.
После распада Чехословакии на два государства «Олимп» остался в числе сильнейших команд Чехии, но выиграть чемпионат страны смог только в 1997 году. Впоследствии команда ещё трижды становилась чемпионом Чехии. 

## Составы
- КЕЧ-1976: Итка Гадкова-Тушкова, Зузана Мала-Качмарчкова, Бланка Дитрихова, Вера Климова, Элишка Паржизкова-Лангшадлова, Надя Пеханова, Итка Бартошова-Драгорадова, Алена Буштова-Леблова, Дана Голешовска, Итка Кучерова-Павликова, Милада Помрова. Тренер — Йозеф Новотный.
- КОК-1979: Элишка Лангшадлова, Итка Тушкова, Рената Свержепова, Ярмила Элиашова, Мирослава Благова, Итка Бартошова, Итка Павликова, Алена Гржебенова, Ирена Свободова, Надя Пеханова, Йеникова. Тренер — Рихард Бёниш.
- КЕЧ-1980: Элишка Лангшадлова, Надя Пеханова, Марцела Хладкова, Алена Гржебенова, Итка Павликова, Рената Свержепова, Мирослава Благова, Ярмила Элиашова, Дарина Птачкова. Тренер — Рихард Бёниш.

## Полицейский волейбольный клуб «Олимп»
ПВК «Олимп» включает женскую команду, выступающую в чемпионате Чехии, а также несколько команд различных возрастов.
- Президент клуба — Владимир Пирунчик.
- Менеджер команды — Ондржей Фольтын.

ДСО «Руда Гвезда» основано в 1953 году при Корпусе национальной безопасности Чехословацкой Республики. В 1956 в структуре общества образована мужская, а в 1962 — и женская волейбольная команды. В 1990 образован Полицейский спортивный клуб (ПСК) «Олимп», в 1994 преобразованный в Полицейский волейбольный клуб. В 1993 мужская команда «Олимп» была расформирована. 

## Арена
Домашние матчи команда проводит в спортивном зале «Олимп». Расположен в пражском районе Винограды.

## Сезон 2024—2025

### Состав
| №  | Имя, фамилия        | Год рождения | Рост | Амплуа      | Гражданство |
| -- | ------------------- | ------------ | ---- | ----------- | ----------- |
| 1  | Андреа Фабиковичова | 2006         | 182  | связующая   | Чехия       |
| 2  | Ванеса Мразкова     | 2007         | 176  | нападающая  | Чехия       |
| 4  | Мариана Дивишова    | 2006         | 183  | нападающая  | Чехия       |
| 5  | Эва Годанова        | 1993         | 189  | нападающая  | Чехия       |
| 6  | Николь Шмидова      | 1999         | 180  | связующая   | Чехия       |
| 8  | Элишка Киндлова     | 2005         | 186  | нападающая  | Чехия       |
| 9  | Люси Драгорадова    | 2005         | 184  | центральная | Чехия       |
| 10 | Михаэла Влчкова     | 2004         | 175  | связующая   | Чехия       |
| 11 | Кристина Прусова    | 2006         | 184  | нападающая  | Чехия       |
| 12 | Анна Семанова       | 2006         | 197  | центральная | Чехия       |
| 13 | Адела Митачова      | 2004         | 165  | либеро      | Чехия       |
| 14 | Мартина Покорна     | 2006         | 183  | нападающая  | Чехия       |
| 15 | Вероника Дудова     | 2005         | 186  | центральная | Чехия       |
| 16 | Каролина Гайдова    | 2006         | 181  | центральная | Чехия       |
| 17 | Вероника Досталова  | 1992         | 170  | либеро      | Чехия       |
| 18 | Зузана Жакова       | 2004         | 185  | центральная | Чехия       |
| 25 | Моника Бранцуска    | 2004         | 187  | центральная | Чехия       |

- Главный тренер — Лукаш Мичек.
- Тренеры — Станислав Митач, Михал Гривальски.